# Ingaligi, Hospet
Ingaligi là một làng thuộc tehsil Hospet, huyện Bellary, bang Karnataka, Ấn Độ.